# Opsiphanes strophios
Opsiphanes strophios är en fjärilsart som beskrevs av Hans Fruhstorfer 1907. Opsiphanes strophios ingår i släktet Opsiphanes och familjen praktfjärilar. Inga underarter finns listade i Catalogue of Life.